# البشعة
البَشْعة هي إحدى الطرق التي استخدمتها القبائل العربية في البادية و الحضر للحكم على براءة أو إدانة المتهم، بعد استنفاذهم لجميع الأدلة لإظهار المجرم ، وذلك بتلحيس النار للسانه، حيث تتم عملية (البشعة) بأن يجلس المتهم بجانب ( المُبشِّع ) وهو الشخص الذي يقوم بالعملية، كذلك يجلس الخصوم والشهود لمشاهدة ما يجري . 
حيث يقوم المبشع بتسخين ( الميسم ) وهو يد محماس القهوة العربية حتى تصبح حمراء من شدة النار ثم يخرجها ويقلبها، ثم يرجعها إلى النار مرة أخرى، وكل هذا يتم أمام ناظري المتهم، وخلال هذه الفترة يقوم المُبشع بدور المحقق ؛ فيتحدث إلى المتهم طالباً منه إظهار الحقيقة، ومُظهراً له مدى خطورة حرق النار للسانه، هذا من جهة، ومن جهة أخرى يقوم بمراقبة ملامح وجه المتهم عن قرب والانعكاسات البادية عليه، وعندما تصبح يد المحماس قد جهزت، يطلب المبشع من المتهم مد لسانه ليضعها عليه بسرعة ومهارة لا يتقنها إلا قلّة من أهل البادية عرفوا هذا الفن وتمرسوا عليه، ثم ينتظر الجميع بضع دقائق ، ثم يطلب المبشع من المتهم مد لسانه مرة أخرى أمام الحاضرين، فإذا ظهرت البثور على لسانه فإن ذلك يعني تجريمه ْ أما إذا بقي لسانه سليماً فذلك يعني إعلان براءته من التهمة المنسوبة إليه، ليصرخ المتهم قائلاً :( بيٌض الله وجه المُبشّع وبيض الله وجه الكفيل) ؛ والكفيل هو العارفة الذي يتحاكم عنده البدو .